# Спасавање редова Рајана
Спасавање редова Рајана (енгл. Saving Private Ryan) амерички је ратни филм редитеља Стивена Спилберга и сценаристе Роберта Родата из 1998. године. Радња филма је смештена током искрцавања на Нормандији (операције Нептун) у Другом светском рату. Прича прати капетана америчких ренџера, Џона Х. Милера (Том Хенкс), и његов одред (Том Сајзмор, Едвард Бернс, Бари Пепер, Ђовани Рибизи, Вин Дизел, Адам Голдберг и Џереми Дејвис) који траже падобранца, редова Џејмса Франсиса Рајана (Мет Дејмон). Продукцију филма омогућили су Дрим воркс пикчерс, Парамаунт пикчерс, Амблин ентертејмент и Мучуал филм компани. Дистрибуцију филма у Северној Америци омогућио је Дрим воркс, а интернационалну Парамаунт.
Продуцент Марк Гордон је 1996. предложио идеју сценаристе Родата компанији Парамаунт да главна радња следећег филма буде о браћи Ниленд, што Парамаунт и прихвата. Спилберг, који је у међувремено оснивао компанију Дрим воркс, прихватио је да буде на челу пројекта док се глумачкој екипи први придружио Хенкс. Након што је глумачка постава прошла тренинг, који је надгледао марински ветеран Дејл Дај, снимање је почето јуна 1997. и трајало је два месеца. Филмске сцене искрцавања у Нормандији су снимане у округу Вексфорд у Ирској. У истим сценама су војнике који су се заједно искрцавали на Норманију глумили резервисти ирске војске.

## Радња
У садашњости, старији човек са породицом посећује гробље у Нормандији. На надгробном споменику пада од бола на колена.
Раног јутра 6. јуна 1944. године, првог дана инвазије на Нормандију, амерички војници припремају се за излазак на плажу Омаха. Боре се са немачким пешадијом наоружаним митраљезима и другим убојитим наоружањем. Капетан Џон Х. Милер некако успева да преживи почетно искрцавање, па окупља око себе групу војника како би пробили немачку одбрану и тиме отворили пут осталима да се што пре помере са обале. 
У Вашингтону, у америчком министарству одбране, генерал Џорџ Маршал бива обавештен о тројици браће Рајан који су погинули у биткама и да ће њихова мајка истога дана примити сва три телеграма. Такође сазнаје да је четврти брат, падобранац Џејмс Франсис Рајан, нестао у акцији и да се налази негде у Нормандији. Након што прочита старо писмо председника Абрахама Линколна упућено мајци петорице браће која су погинула у Америчком грађанском рату, Маршал издаје наредбу да се Рајан пронађе и одмах врати кући.
Три дана након Дана-Д, Милер прима наредбу да пронађе Рајана и врати га са фронта. Он формира групу од шесторице војника из свог вода − Хорвата, Рајбена, Малиша, Капарца, Џексона, Вејда и Апама, картографа који разуме француски и немачки језик. Милер и његов вод одлазе према градићу Невилу где сусрећу остатак 101. ваздушне дивизије и где Капарцо гине након што га погоди снајпер. Тамо проналазе војника Џејмса Рајана, али ускоро сазнају да то није човек којег траже. Након тога проналазе члана Рајановог пука који им говори да је њихова зона спуштања била у Вијервилу и да су његов и Рајанови вод имали исто место окупљања. Када дођу до тог места, Милер упознаје Рајановог пријатеља који му говори да се Рајан налази на стратешки важном месту бранећи мост преко реке Мердерет у градићу Рамел. На путу за Рамел, Милер одлучује да уништи једно немачко упориште упркос приговорима осталих војника. У нападу Вејд бива смртно рањен, али Милер одлучује да пусти последњег преживелог Немца којег су заробили. Сумњајући у Милерово вођство, Рајбен одлучује да напусти вод и мисију због чега долази у конфликт са Хорватом. Ипак, Милер успева да реши конфликт, а Рајбен одлучује да остане са њима до краја.
Након доласка у Рамел, Милер и његова чета наилазе на малу групу падобранаца од којих је један Рајан. Рајану је речено да су му браћа погинула и да су они дошли како би га одвели кући, а на путу су већ изгубили двојицу људи. Премда је Рајан видљиво погођен вешћу о смрти своје браће, он сматра да није поштено да буде поштеђен даљњих битака и инсистира на томе да Милер каже његовој мајци да намерава да остане ту где јесте „са једином браћом која су му преостала”. Милер након тога одлучује да преузме вођство и одбрани мост са неколицином људи и борбене опреме које има на располагању. Ускоро долазе Немци са великим бројем војника и оружја. У бици која следи, док Немци трпе огромне војне губитке, већина америчких војника − укључујући Џексона, Малиша и Хорвата − такође умире. У покушају да дигне у ваздух мост, Милера погађа и смртно рањава немачки војник којег је раније пустио на слободу, а који се у међувремену вратио својима. Пре него што немачки тенк дође до моста, амерички П-51 Мустанг пролеће изнад њега и уништава га, након чега му се придружују америчка појачања која поражавају остатак немачких трупа. У међувремену Апам убија немачког војника који је пуцао на Милера, а осталима које је заробио допушта да покушају да побегну.
Рајбен и Рајан налазе се са Милером који умире, а последње речи које изговара Рајану су: „Џејмс... Заслужи ово. Заслужи.” Сцена се враћа на почетак филма, где остарели Рајан и његова породица посећују америчко меморијално гробље на којем се налазе надгробни споменици жртвама Нормандије. Рајан стоји изнад Милеровог гроба и тражи од своје супруге да му потврди да је водио добар живот и да је био „добар човек” како би оправдао жртву Милера и осталих за свој живот. Његова супруга му одговара да јесте. У том тренутку Рајан стаје мирно и салутира над Милеровим гробом.

## Улоге
| Глумац               | Улога                                                       |
| -------------------- | ----------------------------------------------------------- |
| Том Хенкс            | капетан Џон Х. Милер.                                       |
| Том Сајзмор          | Мајкл Хорват                                                |
| Едвард Бернс         | редов прве класе Ричард Рајбен, пушкомитраљезац             |
| Адам Голдберг        | редов Стенли Малиш, митраљезац Јеврејин                     |
| Џереми Дејвис        | Technician 5th Grade Тимоти Е. Апам, картограф и преводилац |
| Бари Пепер           | редов Данијел Џексон, врло религиозни снајпериста           |
| Вин Дизел            | редов Адријан Капарцо                                       |
| Ђовани Рибизи        | Ирвин Вејд, лекар                                           |
| Мет Дејмон           | редов прве класе Џејмс Френсис Рајан, падобранац            |
| Тед Дансон           | капетан Фред Хамил,                                         |
| Пол Џијамати         | водник Вилијам Хил, падобранац                              |
| Денис Фарина         | потпуковник Волтер Андерсон, заповедник Милеровог батаљона  |
| Нејтан Филион        | редов Џејмс Фредерик Рајан, падобранац                      |
| Јерг Штадлер         | “Пароброд Вили” (неименовани немачки војник)                |
| Максимилијан Мартини | каплар Фред Хендерсон                                       |
| Харв Преснел         | генерал Џорџ Маршал, начелник генералштаба                  |
| Лиланд Орсер         | поручник Девинт, пилот срушене једрилице                    |
| Брајан Кранстон      | „пуковник у ратном одељењу“                                 |

## Оскар
Филм је био номинован за 11 Оскара, од којих је освојио 5 (камера, режисер, монтажа звука, микс звука, монтажа).

## Зарада
- Зарада у САД - 216.540.909 $
- Зарада у иностранству - 265.300.000 $
- Зарада у свету - 481.840.909 $